# Grand Prix of Espoo 2022
Grand Prix Espoo 2022, или Гран-при Финляндии по фигурному катанию 2022, — международный турнир по фигурному катанию сезона 2022/23, заключительный шестой этап серии Гран-при, организованный Федерацией фигурного катания Финляндии. Соревнования прошли с 25 по 27 ноября 2022 года на льду «Эспоо Метро Арены» в Эспоо, Финляндия. Фигуристы выявляли победителей в мужском и женском одиночном катании, парном катании и танцах на льду.
Финляндия второй раз получила возможность провести соревнования серии Гран-при. Первый подобный турнир в этой стране прошёл в 2018 году. Финский этап Гран-при сезона 2022/23 заменил в календаре этап в России, который проводился ежегодно начиная с 1996 года. Это связано с решением Международного союза конькобежцев об отстранении России от проведения международных соревнований, вследствие российского военного вторжения в Украину.

## Расписание
| Дата                  | Время | Дисциплина                | Программа/Танец           |
| --------------------- | ----- | ------------------------- | ------------------------- |
| 25 ноября             | 13:00 | Спортивные пары           | Короткая                  |
| 25 ноября             | 14:20 | Церемония открытия        | Церемония открытия        |
| 25 ноября             | 14:54 | Женщины                   | Короткая                  |
| 25 ноября             | 17:47 | Мужчины                   | Короткая                  |
| 25 ноября             | 19:40 | Танцы на льду             | Ритм-танец                |
| 26 ноября             | 12:45 | Спортивные пары           | Произвольная              |
| 26 ноября             | 14:21 | Женщины                   | Произвольная              |
| 26 ноября             | 18:15 | Мужчины                   | Произвольная              |
| 26 ноября             | 20:25 | Танцы на льду             | Произвольный              |
| 27 ноября             | 14:00 | Показательные выступления | Показательные выступления |
| Местное время — UTC+2 |       |                           |                           |

## Перед турниром
Grand Prix Espoo 2022 года являлся завершающим шестым этапом Гран-при сезона 2022/23. На соревнованиях были разыграны последние восемь мест в финальный турнир серии: три — в женском одиночном катании, по два — у мужчин и в танцах на льду, одно — в парном катании. По оценке Olympic Channel, главной звездой соревнований считался американский фигурист-одиночник, первый исполнитель четверного акселя Илья Малинин, который проводил первый полноценный сезон на взрослом уровне.
По утверждению Olympic Channel, самая серьёзная конкуренция должна была развернуться в мужском одиночном катании. Безоговорочным фаворитом являлся Малинин, ранее одержавший победу на домашнем этапе Гран-при — Skate America. Помимо него на попадание в финал Гран-при, где участвуют шесть лучших фигуристов, претендовали канадец Киган Мессинг и Сюн Сато из Японии. Мессингу для квалификации в финал была необходима только победа, а японцу Сато хватало бы и серебра. Также на высокие итоговые места могли рассчитывать Кевин Эймоз и Морис Квителашвили.
В соревнованиях женщин особое внимание на себя обращали Луна Хендрикс и Маи Михара. По ходу нынешнего сезона Михара выиграла Гран-при Великобритании, а Хендрикс привезла золото с этапа во Франции. Для обеих спортсменок эти победы стали первыми за всю карьеру в рамках турниров Гран-при. Математические шансы для прохода в финал имела Анастасия Губанова из Грузии. Рике Кихире, пропустившей два международных сезона из-за пандемии и травм, требовалось лишь первое место.
За последнюю оставшуюся квоту в финале в парной дисциплине боролись итальянцы Ребекка Гиларди и Филиппо Амброзини, которым противостояли грузины Анастасия Метёлкина с Даниилом Паркманом. Итальянцы подходили к турниру в более хорошей форме — их лучшие оценки в сезоне на 24 балла превосходили соответствующий результат грузинской пары. Olympic Channel и специализированный веб-сайт ice-dance.com отмечали, что в танцах на льду отсутствовала интрига. Пайпер Гиллес c Полем Пуарье, а также Кейтлин Хавайек и Жан-Люк Бейкер, превосходя в мастерстве других танцоров, без особых усилий должны проходить в финал Гран-при.

## Результаты

### Мужчины
| Место | Фигурист           | Страна    | Сумма баллов | Короткая программа | Короткая программа | Произвольная программа | Произвольная программа |
| ----- | ------------------ | --------- | ------------ | ------------------ | ------------------ | ---------------------- | ---------------------- |
| 1     | Илья Малинин       | США       | 278,39       | 2                  | 85,57              | 1                      | 192,82                 |
| 2     | Сюн Сато           | Япония    | 262,21       | 3                  | 81,59              | 2                      | 180,62                 |
| 3     | Кевин Эймоз        | Франция   | 255,69       | 1                  | 88,96              | 3                      | 166,73                 |
| 4     | Тацуя Цубои        | Япония    | 244,90       | 5                  | 78,82              | 4                      | 166,08                 |
| 5     | Камден Пулкинен    | США       | 229,92       | 7                  | 72,45              | 5                      | 157,47                 |
| 6     | Николай Майоров    | Швеция    | 209,55       | 8                  | 69,94              | 6                      | 139,61                 |
| 7     | Арлет Леванди      | Эстония   | 209,50       | 6                  | 72,67              | 7                      | 136,83                 |
| 8     | Киган Мессинг      | Канада    | 205,02       | 4                  | 80,12              | 12                     | 124,09                 |
| 9     | Валттер Виртанен   | Финляндия | 204,02       | 9                  | 69,15              | 8                      | 134,87                 |
| 10    | Александр Селевко  | Эстония   | 199,47       | 11                 | 66,96              | 10                     | 132,51                 |
| 11    | Лукас Цуёси Хонда  | Япония    | 197,90       | 10                 | 67,92              | 11                     | 129,98                 |
| 12    | Морис Квителашвили | Грузия    | 196,80       | 12                 | 62,42              | 9                      | 134,38                 |

### Женщины
| Место | Фигуристка         | Страна    | Сумма баллов | Короткая программа | Короткая программа | Произвольная программа | Произвольная программа |
| ----- | ------------------ | --------- | ------------ | ------------------ | ------------------ | ---------------------- | ---------------------- |
| 1     | Маи Михара         | Япония    | 204,14       | 2                  | 73,58              | 1                      | 130,56                 |
| 2     | Луна Хендрикс      | Бельгия   | 203,91       | 1                  | 74,88              | 3                      | 129,03                 |
| 3     | Мана Кавабэ        | Япония    | 197,41       | 3                  | 67,03              | 2                      | 130,38                 |
| 4     | Рика Кихира        | Япония    | 192,43       | 6                  | 64,07              | 4                      | 128,36                 |
| 5     | Мадлен Скизас      | Канада    | 187,84       | 5                  | 65,19              | 5                      | 122,65                 |
| 6     | Линдси Торнгрен    | США       | 183,23       | 4                  | 65,75              | 6                      | 117,48                 |
| 7     | Анастасия Губанова | Грузия    | 166,57       | 9                  | 56,03              | 8                      | 110,54                 |
| 8     | Брэди Теннелл      | США       | 163,98       | 7                  | 60,64              | 9                      | 103,34                 |
| 9     | Енни Сааринен      | Финляндия | 155,64       | 8                  | 59,69              | 11                     | 95,95                  |
| 10    | Янна Йюркинен      | Финляндия | 154,45       | 12                 | 42,89              | 7                      | 111,56                 |
| 11    | Линнеа Седер       | Финляндия | 151,91       | 10                 | 55,63              | 10                     | 96,28                  |
| 12    | Эва-Лотта Кийбус   | Эстония   | 138,89       | 11                 | 49,27              | 12                     | 89,62                  |

### Парное катание
| Место | Спортивная пара                      | Страна     | Сумма баллов | Короткая программа | Короткая программа | Произвольная программа | Произвольная программа |
| ----- | ------------------------------------ | ---------- | ------------ | ------------------ | ------------------ | ---------------------- | ---------------------- |
| 1     | Ребекка Гиларди / Филиппо Амброзини  | Италия     | 189,74       | 1                  | 67,31              | 1                      | 122,43                 |
| 2     | Алиса Ефимова / Рюбен Бломмарт       | Германия   | 170,75       | 4                  | 62,46              | 2                      | 108,29                 |
| 3     | Анастасия Метёлкина / Даниил Паркман | Грузия     | 166,56       | 3                  | 62,59              | 3                      | 103,97                 |
| 4     | Анастасия Смирнова / Даниил Сияница  | США        | 165,12       | 2                  | 63,01              | 4                      | 102,11                 |
| 5     | Дарья Данилова / Мишел Цыба          | Нидерланды | 146,15       | 5                  | 56,41              | 6                      | 89,74                  |
| 6     | Ника Осипова / Дмитрий Эпштейн       | Нидерланды | 138,10       | 6                  | 47,97              | 5                      | 90,13                  |
| 7     | Анна Валези / Мануэль Пьяцца         | Италия     | 129,02       | 8                  | 44,36              | 7                      | 84,66                  |
| 8     | Грета Крафорд / Йон Крафорд          | Швеция     | 127,37       | 7                  | 45,79              | 8                      | 81,58                  |

### Танцы на льду
| Место | Танцевальная пара                      | Страна    | Сумма баллов | Ритм-танец | Ритм-танец | Произвольный танец | Произвольный танец |
| ----- | -------------------------------------- | --------- | ------------ | ---------- | ---------- | ------------------ | ------------------ |
| 1     | Пайпер Гиллес / Поль Пуарье            | Канада    | 219,49       | 1          | 87,80      | 1                  | 131,69             |
| 2     | Кейтлин Хавайек / Жан-Люк Бейкер       | США       | 202,46       | 2          | 80,93      | 2                  | 121,53             |
| 3     | Юлия Турккила / Маттиас Верслуйс       | Финляндия | 191,79       | 4          | 75,06      | 3                  | 116,73             |
| 4     | Кристина Каррейра / Энтони Пономаренко | США       | 188,80       | 3          | 76,20      | 4                  | 112,60             |
| 5     | Натали Ташлерова / Филип Ташлер        | Чехия     | 186,39       | 5          | 74,60      | 5                  | 111.79             |
| 6     | Каролан Сусисс / Шейн Фирус            | Канада    | 175,63       | 6          | 72,38      | 7                  | 103,25             |
| 7     | Юка Орихара / Юхо Пиринен              | Финляндия | 173,17       | 8          | 69,13      | 6                  | 104,04             |
| 8     | Уна Браун / Гейдж Браун                | США       | 166,70       | 9          | 65,71      | 8                  | 100,99             |
| 9     | Ван Шиюэ / Лю Синьюй                   | Китай     | 165,20       | 7          | 69,95      | 9                  | 95,25              |
| 10    | Наташа Лагуж / Арно Каффа              | Франция   | 151,63       | 10         | 60,07      | 10                 | 91,56              |